# شعار ساحل العاج
شعار ساحل العاج، (بالفرنسية: Côte d'Ivoire)‏، تم اعتماده كشعار رسمي لجمهورية ساحل العاج عام 1986.